# Mostafa Moin

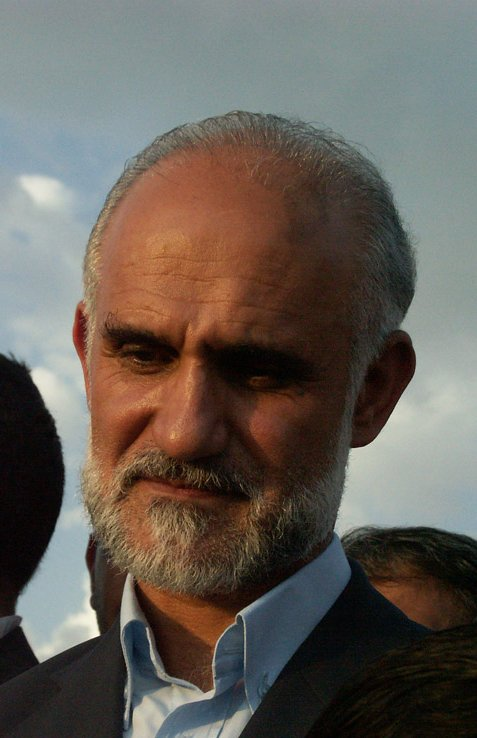
Mostafa Moin

Mostafa Moin (* 1. April 1951 in Nadschafābād, Esfahan, Iran) ist ein iranischer Politiker und Professor für Pädiatrie.

## Werdegang
Moin studierte Medizin an der Schiraz University Medical School in Schiras, nach der Iranischen Revolution wurde er zum Präsidenten der Universität Schiraz ernannt. 
Bei den Parlamentswahlen 1982 wurde er in das iranische Parlament als Vertreter aus Schiraz gewählt.
Moin war von 1989 bis 1993 Minister für Kultur und Bildung unter Präsident Akbar Hāschemi Rafsandschāni, später unter Präsident Mohammad Chatami von 1997 bis 2000 auf derselben Position. Von 2000 bis 2003 war er Minister für Wissenschaft, Forschung und Technologie. Zwei Mal trat Moin als Minister zurück, erstmals nach den Studentenunruhen im Juli 1999 und dann im Juli 2003 nach Kritik vom Wächterrat an seiner Amtsführung.
2005 trat er als Kandidat der Reformer zu den iranischen Präsidentschaftswahlen an, wobei er von der größten Partei des reformerischen Lagers, der Partizipationsfront des islamischen Iran unterstützt wurde. Er trat das schwere Erbe der Nachfolge von Mohammad Chatamī als Symbolfigur der iranischen Reformbegung an. Als „farbloser“ ehemaliger Minister konnte Moin allerdings niemals die Popularität Chatamis erreichen.
Mostafa Moin ist einer der führenden iranischen Forscher auf dem Gebiet der pädiatrischen Immunologie und Allergien. Derzeit ist er Präsident des Forschungszentrums der medizinischen Hochschule in Teheran.